# Африканска лунна пеперуда
Африканската лунна пеперуда (Argema mimosae) е вид насекомо от семейство Сатурниди (Saturniidae).

## Разпространение
Видът е разпространен в Източна и Южна Африка.

## Описание
Възрастните имат размах на крилата около 10 до 12 cm и дължина от главата до задния издължен край на крилата 12 – 14 cm.

## Хранене
Ларвите се хранят с листа на различни дървета, а възрастните нямат уста и не се хранят по време на живота си, който продължава около седмица.